# Birkfeld
Birkfeld est une commune autrichienne du district de Weiz en Styrie.

## Personnalités
- Karl Fischl (1871-1937), architecte
- Oswald Wiener (1935-), écrivain